# Аужефт
Аужефт (фр. Aoujeft) — город в Мавритании, в области Адрар. Административный центр департамента Аужефт. Расположен на северо-западе центральной части страны, на высоте 272 м над уровнем моря. Население города по данным на 2000 год составляет 6019 человек.